# Luigi Carnera
Luigi Carnera född 14 april 1875 i Trieste, död 30 juli 1962 i Florens, var en italiensk astronom och matematiker.
Minor Planet Center listar honom som upptäckare av 16 asteroider mellan 1901 och 1902.
Asteroiden 39653 Carnera är uppkallad efter honom.
I början av sin karriär vara han assistent till den tyske astronomen Max Wolf i Heidelberg.

## Asteroider upptäckta av Carnera
| 466 Tisiphone [A]                    | 17 januari 1901   |
| 469 Argentina                        | 20 februari 1901  |
| 470 Kilia                            | 21 april 1901     |
| 472 Roma                             | 11 juli 1901      |
| 476 Hedwig                           | 17 augusti 1901   |
| 477 Italia                           | 23 augusti 1901   |
| 478 Tergeste                         | 21 september 1901 |
| 479 Caprera                          | 12 november 1901  |
| 480 Hansa [A]                        | 21 maj 1901       |
| 481 Emita                            | 12 februari 1902  |
| 485 Genua                            | 7 maj 1902        |
| 486 Cremona                          | 11 maj 1902       |
| 487 Venetia                          | 9 juli 1902       |
| 488 Kreusa [A]                       | 26 juni 1902      |
| 489 Comacina                         | 2 september 1902  |
| 808 Merxia                           | 11 oktober 1901   |
| Upptäckt tillsammans med: A Max Wolf |                   |